# Harmonicon candango
Espèce
Harmonicon candango est une espèce d'araignées mygalomorphes de la famille des Dipluridae.

## Distribution
Cette espèce est endémique du District fédéral au Brésil,. Elle se rencontre vers Brasilia.

## Description
Le mâle holotype mesure 20,1 mm et la femelle paratype 24,9 mm, les mâles mesurent de 14,4 à 20,1 mm.

## Systématique et taxinomie
Cette espèce a été décrite par Wermelinger-Moreira, Castanheira et Baptista en 2024.

## Publication originale
- Wermelinger-Moreira, Castanheira & Baptista, 2024 : « A new species of Harmonicon F. O. Pickard-Cambridge, 1896, from central-west Brazil and redescription of H. rufescens F. O. Pickard-Cambridge, 1896 (Araneae, Mygalomorphae, Dipluridae). » Evolutionary Systematics, vol. 8, no 2, p. 261-271.